# Tesoriere generale di Francia
Il Tesoriere generale di Francia (fr.: Trésorier général de France) era una carica, un Consiglio di amministrazione delle finanze francese sotto l' Ancien Régime.
I Tesorieri generali di Francia sono gli eredi dei Tesorieri di Francia e dei Generali delle Finanze, incarichi delle finanze francesi create in epoca medioevale ed unite la prima volta nel 1522 e definitivamente nel 1577. 
I Tesorieri Generali di Francia avevano la funzione di gestire le finanze in una circoscrizione amministrativa chiamata Généralité.  Essi avevano come forma organizzativa (consiglio, ufficio, organo collegiale) i Bureau des finances, creati a partire dal 1577.
La loro funzione di gestione delle finanze fu importante solo prima dell'introduzione degl'Intendenti, ed in particolare degl'Intendenti delle finanze. 
La funzione più importante che hanno continuato a mantenere i Tesorieri generali di Francia era la gestione dei possedimenti reali (i domaines).
Anche così la carica offriva tuttavia il beneficio dell'ingresso graduale nella nobiltà, entrate sicure e una remunerazione percentuale sulle somme maneggiate dai Tesorieri. Lo scrittore Jean de La Bruyère e lo storico Charles du Fresne Signore di Cange furono Tesorieri generali di Francia.
La politica reale "inflazionistica" in materia di cariche pubbliche moltiplica le stesse e fa loro perdere valore e prestigio; questo ufficio rimane tuttavia molto ricercato perché conferisce la nobiltà. La Bruyère, il drammaturgo Jean Racine, furono Tesorieri di Francia.